# Kolobok
Kolobok (cirílico: колобо́к) es el personaje principal de un cuento de hadas nacional eslavo oriental homónimo representado como un ser pequeño, esférico y amarillo. El cuento de hadas existe en regiones eslavas con variantes diferentes. Un cuento de hadas similar pero con un panqueque que rueda se ha registrado en regiones alemanas y nórdicas. La trama es similar al Hombre de jengibre de la tradición inglesa. El índice de Clasificación Aarne-Thompson-Uther lo clasifica como el tipo común 2025.

## Trama
El Kolobok, (pastel o pan pequeño de la gastronomía de Rusia), de repente cobra vida y escapa de la casa de "babusia" (abuela) “didús" (abuelo), un matrimonio anciano. La trama del cuento de hadas describe al Kolobok teniendo encuentros con diferentes animales (un conejo, un lobo, y un oso) quiénes pretenden comerlo, pero Kolobok siempre escapa. Con cada animal, Kolobok canta una canción en la cual explica como escapa: "me escapé de la abuela,  me escapé del abuelo, y ciertamente me escaparé de ti". El zorro quiere atrapar y comerse a Kolobok pero éste lo distrae con su canto.
El cuento en lengua checa es llamado O Koblížkovi, donde Koblížek es el personaje principal. Su nombre proviene de Kobliha, el cual es la misma rosquilla también similar al dulce polaco Paczki o en croata, bosnio y serbio Krafne. En la lengua eslovaca, la historia se llama O Pampúchovi (Acerca de una rosquilla), Ako išiel Pampúch na vandrovku (Como una rosquilla se fue a vagar), o el equivalente utilizando el diminutivo Pampúšik. Pampúch es la palabra eslovaca para el mismo tipo de rosquilla eslava.
En las regiones alemanas hay un cuento de hadas muy similar registrado en 1854 por Carl y Theodor Colshorn. En el libro Märchen und Sagen aus Hannover la historia en bajo alemán "Dicke fette Pannekauken, blief stahn, eck di fräten!" tiene una trama similar, aunque al final el "Pannkauken" (panqueque) conocerá a unos niños huérfanos y tan famélicos que se deja comer. El nombre del cuento fue más tarde acortado en el Bajo alemán "De dicke fette Pannkoken" y en en el Estándar alemán "Der dicke fette Pfannkuchen". Ambos pueden ser traducidos a "El panqueque gordo grueso". En los libros el panqueque es a menudo descrito con pies pequeños contrariamente a otras imágenes en otras variantes del cuento de hadas.
El fin del cuento alemán difiere del ucraniano. En vez de ser comido por uno de los animales, el panqueque se da a dos niños pobres, quienes no tienen nada más para comer.
En Noruega una historia similar fue registrada aproximadamente en 1840 por Peter Christen Asbjørnsen y publicado en el libro de cuentos de hadas "Norske Folkeeventyr" como la historia del "Pannekaken". En este caso la madre de siete niños está cociendo panqueques cuando uno de repente cobra vida. Los rollos de panqueque ruedan ("trillet og trillet") fuera de la casa. Después de que el panqueque encuentra varios animales, un grupo de cerdos astutos consigue la confianza del panqueque para estar muy cerca de él y comerlo.